# Peace Research Institute Oslo
Het Peace Research Institute Oslo (PRIO (Noors: Institutt for fredsforskning) is een privé-onderzoeksinstituut voor vredes- en conflictstudies, gevestigd in Oslo, Noorwegen, met ongeveer 100 werknemers. Het werd in 1959 opgericht door een groep Noorse onderzoekers onder leiding van Johan Galtung, die ook de eerste directeur van het instituut was (1959-1969). Het geeft het eveneens door Johan Galtung opgerichte Journal of Peace Research uit.